# Igor Igorevich Belyakov
Igor Igorevich Belyakov (tiếng Nga: Игорь Игоревич Беляков; sinh ngày 25 tháng 4 năm 1994) là một tiền vệ bóng đá người Nga. Anh thi đấu cho FC Olimpiyets Nizhny Novgorod.

## Sự nghiệp câu lạc bộ
Anh có màn ra mắt tại Giải bóng đá chuyên nghiệp quốc gia Nga cho FC Sever Murmansk vào ngày 4 tháng 9 năm 2013 trong trận đấu với F.K. Tosno.